# Ilie Moldovan
Ilie Moldovan (n. 18 mai 1928, Albești, județul Mureș, d. 9 februarie 2012, Sibiu) a fost un preot, profesor universitar și teolog român.

## Viața
A frecventat liceul teoretic din Sighișoara (1939 - 1947), Facultatea de Agronomie din Cluj (1947 - 1952), Institutul Teologic Universitar la Cluj (1950-1952) și Sibiu (1953-1955), studii de doctorat specialitatea Dogmatică - la lnstitutul Teologic din București (1964 - 1968), cu examenul de doctorat în 1974 (teza: "Sfântul Duh în Ortodoxie și în preocupările ecumeniste contemporane").
A fost inginer agronom (1953 - 1955), preot paroh în Lisa - protopopiatul Făgăraș ( 1955 - 1970) și Daneș - protopopiatul Sighișoara (1970 - 1976), spiritual II (asistent) în febr.- sept. 1976, apoi spiritual I (conferențiar) la institutul Teologic Universitar din București (1976- 1983), suplinitor al catedrei de Teologie Dogmatică și Simbolică (1980-1983) la același Institut, profesor titular la catedra de Morală de la Institutul Teologic Universitar din Sibiu (din 1 nov. 1983, pensionat). Vaste preocupări de etnogeneza Romanilor și ecoteologie. Iconom stavrofor (1985). Președintele de onoare al Federației PRO VITA Ortodoxă.

## Cărți
- Calendarul viu. Dialoguri euharistice între generații, Editura Arhiepiscopia Alba Iulia (Reîntregirea);
- Ortodoxia misionară, stâlp de lumină în lumea contemporană, Editura Mitropolia Olteniei, 2009;
- Adolescența, preludiu la poemul iubirii curate, Editura Arhiepiscopia Alba Iulia (Reîntregirea);
- Adevărul și frumusețea căsătoriei – Teologia iubirii, Editura Alba Iulia, 1996;
- Îndrumarul medical și creștin al Federației Organizațiilor Ortodoxe Pro-vita, Editura Renașterea, Cluj-Napoca, 2008.

## Studii
- Raportul dintre Iisus Hristos și Sfântul Duh după Epistola a II-a către Corinteni, III, I - IV. 6, în Sudii Teologice (ST), an. XIX, 1967, nr. 3-4, p. 157-172;
- Teologia Sfântului Duh după Catehezele Sfântului Simeon Noul Teolog în ST, an. XIX, 1967, nr. 7 - 8, p. 418 -431.
- Teologia învierii în opera Sfântului Maxim Mântuitorul, în ST, an XX, 1968, nr. 7-8, p. 512-527,
- Aspectul hristologic și pnevmatologic după Sfântul Ioan Gură de Aur, în ST, an. XX, 1968, nr. 9 - 10, p. 708 - 721;
- Învățătura despre Sfântul Duh în Ortodoxie și preocupările ecumeniste contemporane, teză de doctorat, în MA, an.XVIII, 1973, nr. 7-8, p. 662-862;
- Noțiunea de iertare în soteriologia ortodoxă și actualitatea ei ecumenică, în “Ortodoxia", an. XXVI, 1974, nr. p. 250-261:
- Canoanele și raportul lor cu revelația divină, în “Ortodoxia", în. XXVIII, 1976, nr. 2. p. 365-373 (și în MB an XXVIII, 1977. nr. 1-3, p. 101-114);
- Invățătura paulină cu privire la Taina lui Hristos și implicațiile ei ecumenice, în “Ortodoxia", an. XXVI, 1977, nr. 1, p. 47-71;
- Pregătirea morală pentru primirea Sfintelor Taine, în GB, an. XXXVII, 1978, nr. 3-4, p. 235-244;
- Sfântul Duh și dialogul ecumenic teologic, în MMS, an. LV, 1979, nr. 1 -2, p. 30-48;
- Natura și harul în gândirea teologică a Sfâtului Vasile cel Mare, în “Ortodoxia". an. XXXI, 1979, nr. 1, p. 75-89
- Semnificația și responsabilitatea slujirii preoțești după Sf. Apostol Pavel, în “Ortodoxia", an. XXXI, 1979, air. 2, p. 268-293;
- Sensul duhovnicesc al înțelegerii Sfintei Scripturi în concepția teologică a Sfântului Vasile ce Mare, în GB, an. XXXVIII, 1979, nr. 7-8, p. 710-724,
- Cinstirea Sfintelor moaște în Biserica Ortodoxă, în ”Ortodoxia", an. XXXII, 1980, nr 1, p. 120-136;
- Cunoașterea Sfintei Scripturi după învățătura ortodoxă, în “Ortodoxia", an. XXXII, 1980, nr. 2, p. 242-262;
- Învățătura Sfintei Scripturi despre Preacurata Fecioara Maria și implicațiile ei religios-morale, în “Ortodoxia", an. XXXII, 1980, nr. 3, p. 469-491;
- Rolul Mărturisirii de credință în transmiterea și actualizarea revelației divine, în MMS, an. LVI, 1980, nr. 6-8, p. 440-458;
- Rolul preotului în promovarea și cultivarea vieții religios – morale în parohie, în BOR, an. XCVIII, 1980, nr. 11 - 12. p. 1144 - 1158;
- Milenarismul, în GB. an. XL, 1991, nr. 1-2, p. 129-150; Semnificația sărbătorii Duminicii, în ,Ortodoxia", an. XXXIII, 1981, nr. 3, p. 136-155;
- Invățătura unitară despre Sfântul Duh și despre Biserică exprimată în Simbolul de credință la Sinodul al doilea ecumenic (381), în “Ortodoxia, an. XXXIII, 1981, nr. 3, p. 409-432,
- Aspecte ale revelației divine în perspectiva dialogului ecumenic, în MMS, an. LVIII, 1981, nr.4-6, p.237-253;
- Sfânta Liturghie ca icoană, a împărăției lui Dumnezeu și însemnătatea ei în viața religios-morală a creștinului ortodox, în “Ortodoxia", an. XXXIV, 1982, nr. 1, p. 99-120;
- Sensul închinării creștinului în semnul sfintei cruci, în “Ortodoxia", an. XXXIV, 1982, nr. 2, p. 215-229;
- Temeiuri scripturistice ale închinării credinciosului în sfânta biserică, în “Ortodoxia", an. XXXIV, 1982, nr. 3, p. 423 450;
- Preotul duhovnic și darul iertării păcatelor, în “Ortodoxia", an. XXXIV, 1982, nr. 4, p. 570-595;
- Iisus Hristos – principiul absolut al unității creștine, în “Ortodoxia", an. XXXV, 1983, nr. 1, p. 118 - 145;
- Învățătura despre energiile divine necreate în preocupările ecumeniste contemporane, în MB, an. XXXIII, 1983, nr. 3 - 4, p. 132 - 154;
- Iisus Hristos viața lumii, Viața religioasă autentic creștină ca temă de discuție ecumenică, în MMS, an. LIX, 1983, nr. 4-6 p. 167-191;
- Etnicitate și autonomie bisericească. Considerații de ordin teologic-moral, în vol. Centenarul autocefaliei Bisericii Ortodoxe Române, București, 1987, p. 234- 267;
- Cărțile de slujbă transilvănene. factor de unitate națională, în vol. “Contribuții transilvănene la teologia ortodoxă", Sibiu, 1988, p. 222-245;
- Învățătura ortodoxă despre dreptate și rolul ei în realizarea ordinei morale, în “Ortodoxia",an.XLI, 1989,nr.2.p. 57-86;
- Cuvântul lui Dumnezeu în Scriptură și în tradiție. Puncte de orientare în activitățile religios-morală și misionară a preotului ortodox, în MMS, an. LXV, 1989, nr. 3, p. 9-30.
- Zestrea nefastă a omenirii la început de mileniu, Tipărit la Tipografia Eparhială Sibiu; Sibiu, 2001

## Predici și articole în
- “Telegraful Român"
- “Îndrumătorul Bisericesc"
- “Glasul Bisericii"
- “Revista Teologică"

(după DICȚIONARUL TEOLOGILOR ROMANI)

## Citate
- "Mi-am dat seama că există un singur cuvânt care poate să mă reprezinte: Providența. Mai întâi, pentru că ascensiunea mea este sub semnul Providenței. Nu m-am gândit niciodată să ajung conferențiar la București. Ține de Providență faptul că am reușit toate acestea în condițiile în care Securitatea a pus la cale să nu primesc titlul de doctor în Teologie". (27 mai 2010, Simpozionul Național de Teologie Morală de la Sibiu);
- "Trăirea creștină autentică, gravitează în jurul Miracolului Euharistic. Îndumnezeirea omului prin Euharistie (Împărtășanie) este arma supremă în lupta pentru regenerarea neamului".
- "Am fost întrebat: Ce este mai corect, să ne împărtășim des sau rar? Eu am răspuns: Nici des, nici rar, ci continuu! Bineînțeles, dacă omul este pregătit prin Spovedanie și canon de primirea continuă a Sfintei Euharistii. Noi suntem chemați să ne împărtășim, adică să ne îndumnezeim MEREU, dar CU PREGĂTIRE.

Voi, ca preoți și viitori preoți, la asta trebuie să-i aduceți, cu timpul, pe credincioși: La Euharistia continuă. Numai asa vă veți împlini datoria. Altfel nu se poate, domnilor! 
- "V-am spus-o, ca să nu vă înșelați singuri. ȘTIȚI UNDE E DUMNEZEU? (Părintele zâmbea. La această întrebare, ne uitam mirați, neștiind dacă să încercăm vreo definiție din scoală sau să tăcem. Am ales varianta a doua.) DUMNEZEU E ÎN CER… ȘI CERUL E ÎN NOI".[2]
- "Domnilor, neamul este realitatea vieții veșnice. În Creștinism, națiunea dobândește noi dimensiuni; În Creștinism, națiunea este înțeleasă ca natură rezidită în Hristos".
- "Astfel, pentru creștini, neamul este comoara cea mai de preț care poartă în sine două începuturi: crearea omului și nașterea din nou prin Botez.

Neamul este o realitate a vieții veșnice, iar el se fundamentează pe trei forțe: îngerii, sfinții neamului și drepții...Drepții sunt strămoșii noștri, toți care s-au mântuit. De aceea, ce-i leagă pe fiii unui neam nu e instinctul și adaptarea la mediu,ci spiritul..."
- "Neamul poate fi pierdut pe pământ dar nu și în cer".[2]
- "Ca să descriem starea actuală a neamului nostru ar trebui să-l citez pe Shakespeare: "E atât de întunecat cerul încât numai o furtună l-ar mai putea limpezi."

Această furtună despre care vă vorbesc, nu poate fi altceva decât asumarea la modul maxim a trăirii creștine. Furtuna este spărtura conștiinței".
- „Îndumnezeirea omului prin Euharistie este arma supremă în lupta pentru regenerarea neamului”[2].

- "Hristos, prin Înviere, a schimbat condițiile ontologice ale lumii".